# نصب هرجيسا
نصب هرجيسا  (بالصومالية: Taalada Hargeesa)‏ هو نصب تذكاري لحرب هرجيسا، عاصمة صوماليلاند .أقيم النصب التذكاري لإحياء ذكرى حرب الاستقلال في الثمانينيات، وهو رمز للنضال شعب أرض الصومال.

## التاريخ

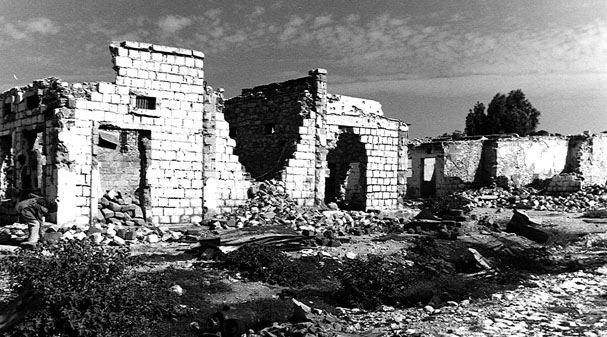
منازل دمرتها الحرب في هرجيسا، إحدى المدن الرئيسية في شمال الصومال، 1991.

بدأ القصف المدفعي لهرجيسا في اليوم الثالث من القتال في أواخر مايو 1988، ورافقه قصف جوي واسع النطاق للمدينة نفذته طائرات القوات الجوية الصومالية، والتي أقلعت من مطار هرجيسا ثم استدارت لتقوم بعمليات قصف متكررة على المدينة.كان حجم الدمار غير مسبوق، حيث تم تدمير ما يصل إلى 90 بالمائة من المدينة ثاني التي تعد أكبر مدينة في الصومال، قدرت سفارة الولايات المتحدة أن 70 بالمائة من المدينة تضررت أو دمرت.

 وتؤكد شهادة أرييه نير، الشريك المؤسس لـ هيومن رايتس ووتش، الطبيعة الواسعة النطاق للهجمات الحكومية ضد المدنيين.
في محاولة لطرد الحركة الوطنية الصومالية، تستخدم الحكومة القصف المدفعي والجوي، وخاصة هرجيسا و برعو، بشكل يومي، وتستهدف بشكل خاص أهدافًا للسكان المدنيين تتحدث التقارير الواردة من شهود العيان عن مدينة هرجيسا على أنها مجرد أنقاض، وقد دمرت لدرجة أنه بالكاد لا يمكن التعرف عليها حتى 
وكتبت الصحيفة البريطانية أبلغت عن حجم الدمار على النحو التالي
تركت الحرب الأهلية هرجيسا في حالة خراب:
تم تدمير 80 في المائة من المبنى في المدينة ، وكثير منها بسبب القصف الجوي للطيارين المرتزقة الزيمبابويين التابعين سياد بري. المنظر من الجو لمدينة بلا أسقف. تعكس الجدران الجصية ذات اللونين الأخضر والأزرق الباهت أشعة الشمس وتم إغلاق العديد من المنازل بسبب الألغام الصغيرة المضادة للأفراد التي نشرتها قوات سياد بري عندما فر عشرات الآلاف من سكان هرجيسا ما لم يتم تدميره تم نهب 

كما ركز سياد بري غضبه والقوة العسكرية المدعومة من الولايات المتحدة على معارضته الشمالية تعرضت هرجيسا، ثاني مدن الصومال والعاصمة السابقة الصومال البريطانية، بقصف الصواريخ يُعتقد أن حوالي 50000 شخص لقوا حتفهم هناك نتيجة لعمليات الإعدام بإجراءات موجزة والقصف الجوي والهجمات البرية تم تدمير المدينة نفسها. ولم تسلم الطائرات الحكومية تدفقات اللاجئين الفارين من الدمار. أصبح مصطلح الإبادة الجماعية لقبيلة إسحاق يستخدم أكثر فأكثر من قبل مراقبي حقوق الإنسان.

منظمة العفو الدولية أكدت استهداف وقتل واسع النطاق للسكان المدنيين من قبل القوات الحكومية الصومالية. دمرت الحملة هرجيسا تمامًا ، مما تسبب في فرار سكانها البالغ عددهم 500000 نسمة عبر الحدود والمدينة "تحولت إلى مدينة أشباح حيث تم تدمير 14000 مبنى وتدمير 12000 آخرين بشدة".
كما لاحظ فريق مكتب محاسبة الحكومة العام بالكونغرس مدى استهداف المناطق السكنية بشكل خاص من قبل الجيش.
 تعرضت هرجيسا، ثاني أكبر مدينة في الصومال، لأضرار جسيمة من جراء القصف المدفعي والجوي. وظهر الضرر الأكبر على ما يبدو في المناطق السكنية حيث كان تركيز المدنيين أعلى ، وفي الأسواق، وفي المباني العامة في منطقة وسط المدينة. قدرت السفارة الأمريكية أن 70 بالمائة من المدينة قد تضررت أو دمرتيبدو أن الكثير من هرجيسا والعديد من المنازل والمباني خالية تقريبًا. وحدثت أعمال نهب واسعة النطاق على الرغم من سيطرة الجيش على المدينة في أواخر يوليو 1988. وقيل لنا أن الجيش في هرجيسا قد أخذ ممتلكات خاصة من المنازل الخالية من الأبواب وإطارات النوافذ والأجهزة والملابس والأثاث. وأدى النهب إلى فتح ما يسمى بـ "أسواق هرجيسا" في جميع أنحاء المنطقة، بما في ذلك مقديشو وإثيوبيا، حيث اكتشف السكان السابقون ممتلكاتهم لاحظ أحد المراقبين أنه يتم تفكيك هرجيسا قطعة قطعة. قيل لنا أن طوابير طويلة من الشاحنات المحملة بالسلع من هرجيسا يمكن رؤيتها وهي تغادر المدينة متجهة جنوبا نحو مقديشو بعد توقف القتال العنيف يقدر حاكم هرجيسا عدد السكان الحالي بحوالي 70.000 نسمة، انخفاضًا من عدد السكان قبل النزاع البالغ 370.000. ومع ذلك، لا يُعتقد أن سكان هرجيسا الحاليين هم سكان إسحاق السابقون. يعتقد المراقبون أن هرجيسا تتكون الآن إلى حد كبير من المعالين من الجيش، الذي له وجود كبير ومرئي في هرجيسا، وعدد كبير من لاجئي أوغادين، والمحتلين الذين يستخدمون ممتلكات أولئك الذين فروا.

كما ذكر التقارير أيضًا أن المدينة كانت بلا كهرباء أو شبكة مياه عاملة، وأن الحكومة الصومالية تسعى بنشاط للحصول على مانحين متعددي الأطراف وثنائيين للمساعدة في إعادة الإعمار للمدن التي دمرتها بشكل أساسي قواتها.
يقع النصب التذكاري في ساحة الحرية في هرجيسا وتتكون من طائرة مقاتلة من طراز MiG-17 تابعة للقوات الجوية الصومالية، تحطمت في مكان قريب. تُظهر اللوحة الجصية أسفلها امرأة تحمل علم الصومال وتتطلع نحو السماء بأمل.

## إعادة البناء
في عام 2020، سيتم إعادة بناء النصب التذكاري لحرب هرجيسا في وسط المدينة وفقًا لمعايير وهندسة معمارية أكثر جاذبية.